# حديقة أكاديا الوطنية

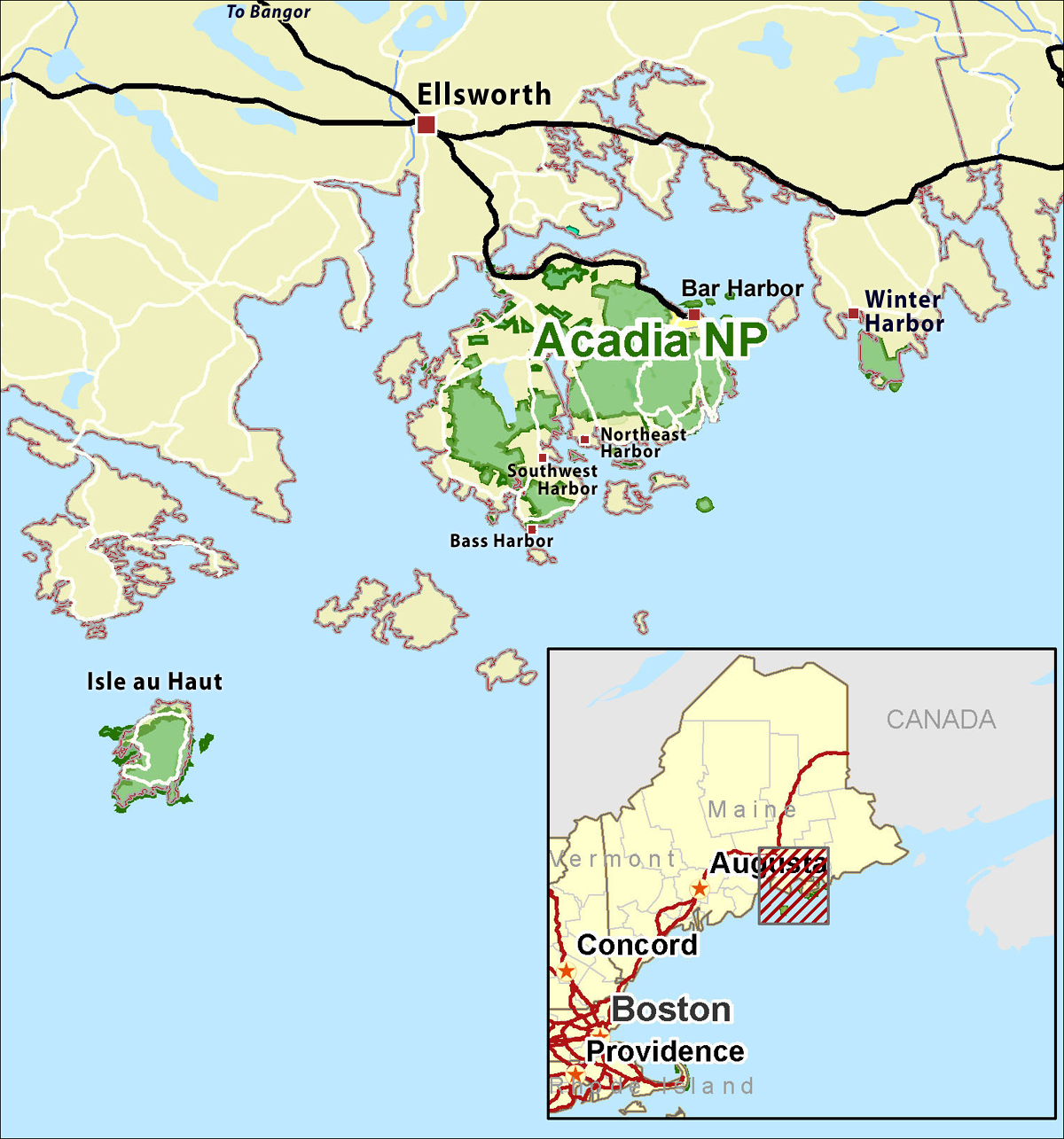
موقع أكاديا على الخريطة باللون الأخضر

حديقة أكاديا الوطنية (بالإنجليزية:Acadia National Park) هي حديقة عامة في ولاية ماين في الولايات المتحدة, أُنشئت لحماية أراضي جزيرة ماونت ديزرت و بعض جزر المحيط الأطلسي المحيطة بها. تأسست الحديقة عام 1919 تحت مسمى حديقة لافييت الوطنية - التي كانت أول حديقة عامة في الميسيسيبي- و اكتسبت اسمها الحالي عام 1929. تعد بلدة بار هاربر الأقرب إلى أكاديا. تبلغ مساحتها
47,452.80 آكر (192.03 كم2).

## معرض الصور

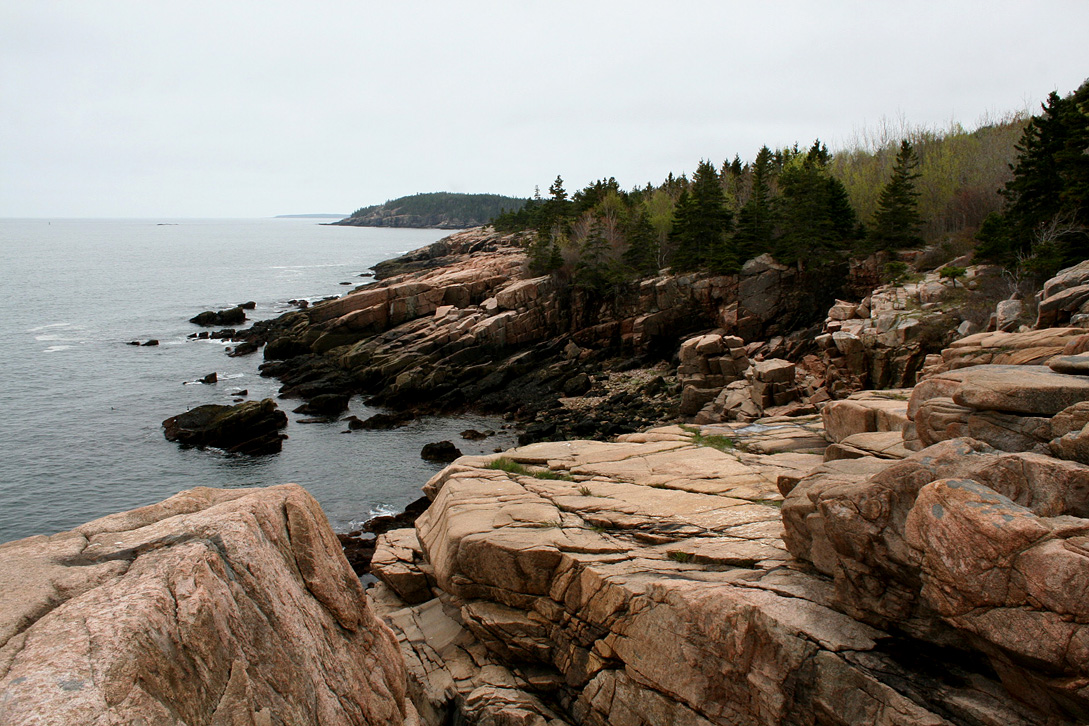
صخور على خط الساحل
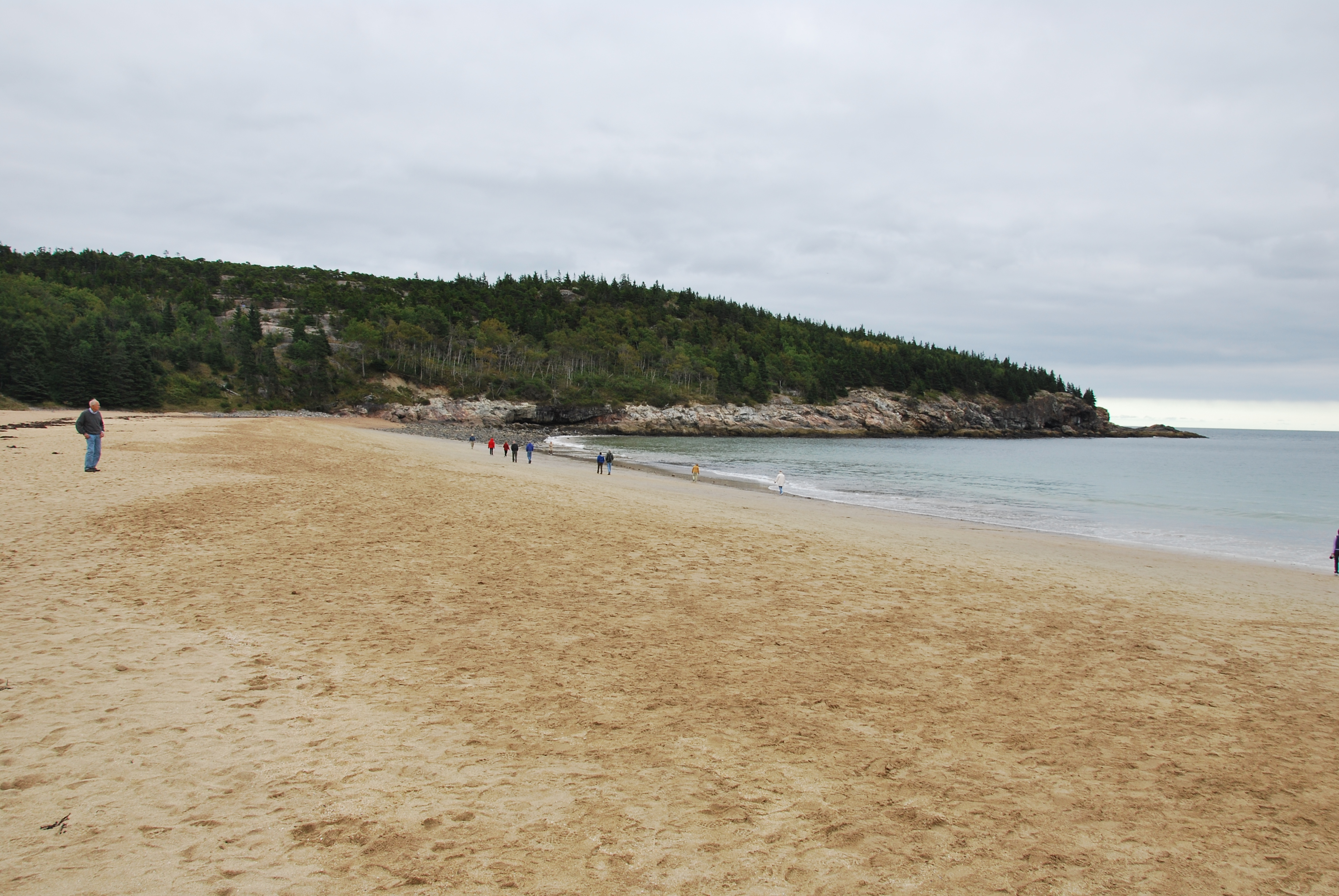
شاطئ الرمل
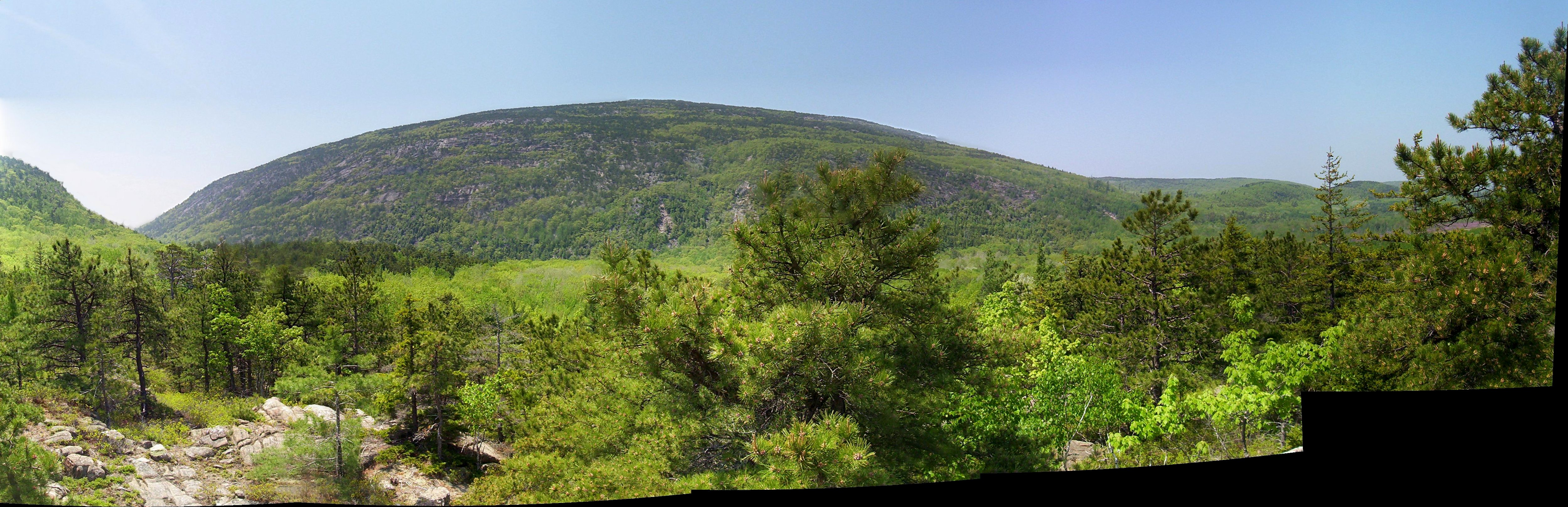
مشهد من قمة بير بروك بيكنيك
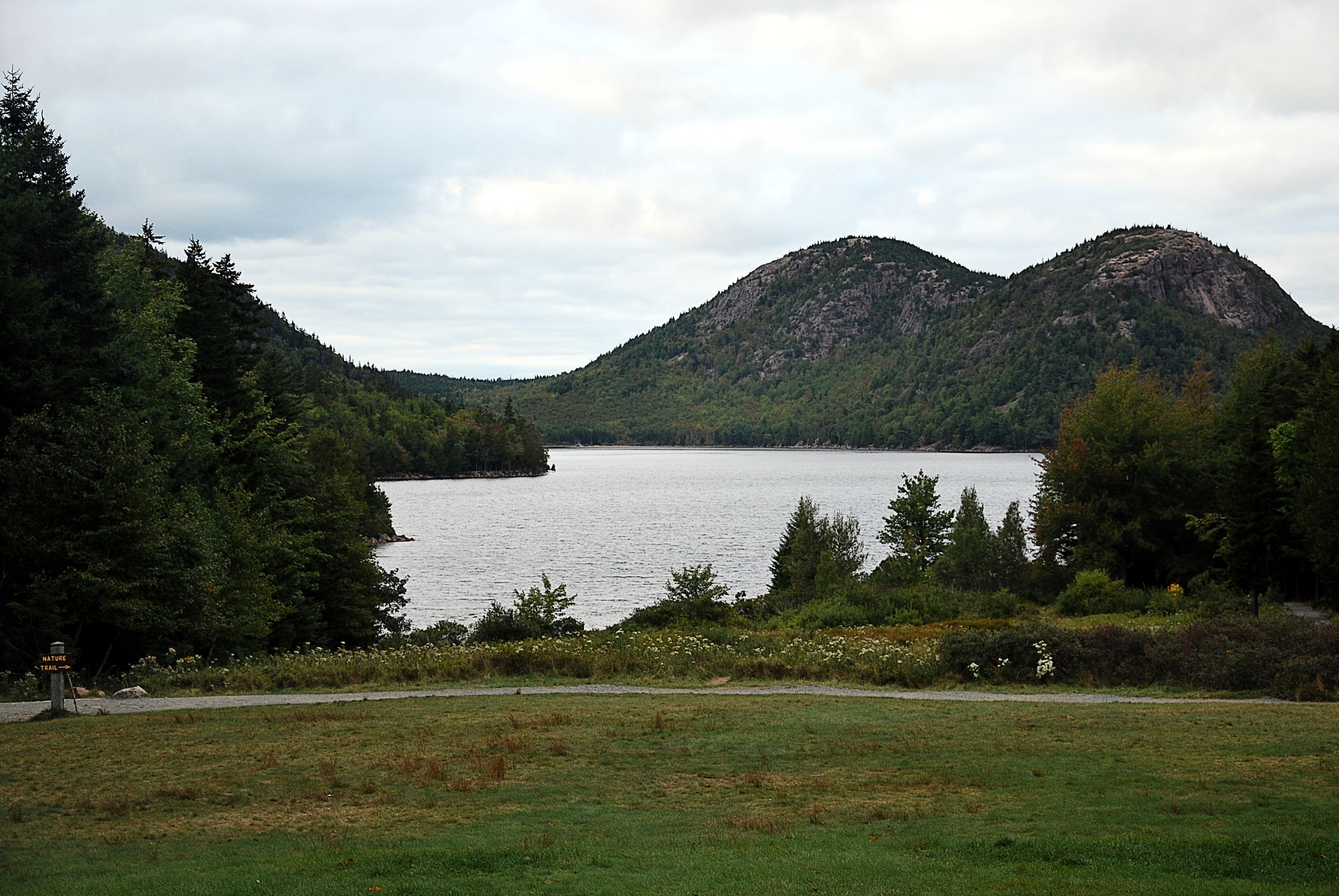
بحيرة جوردان
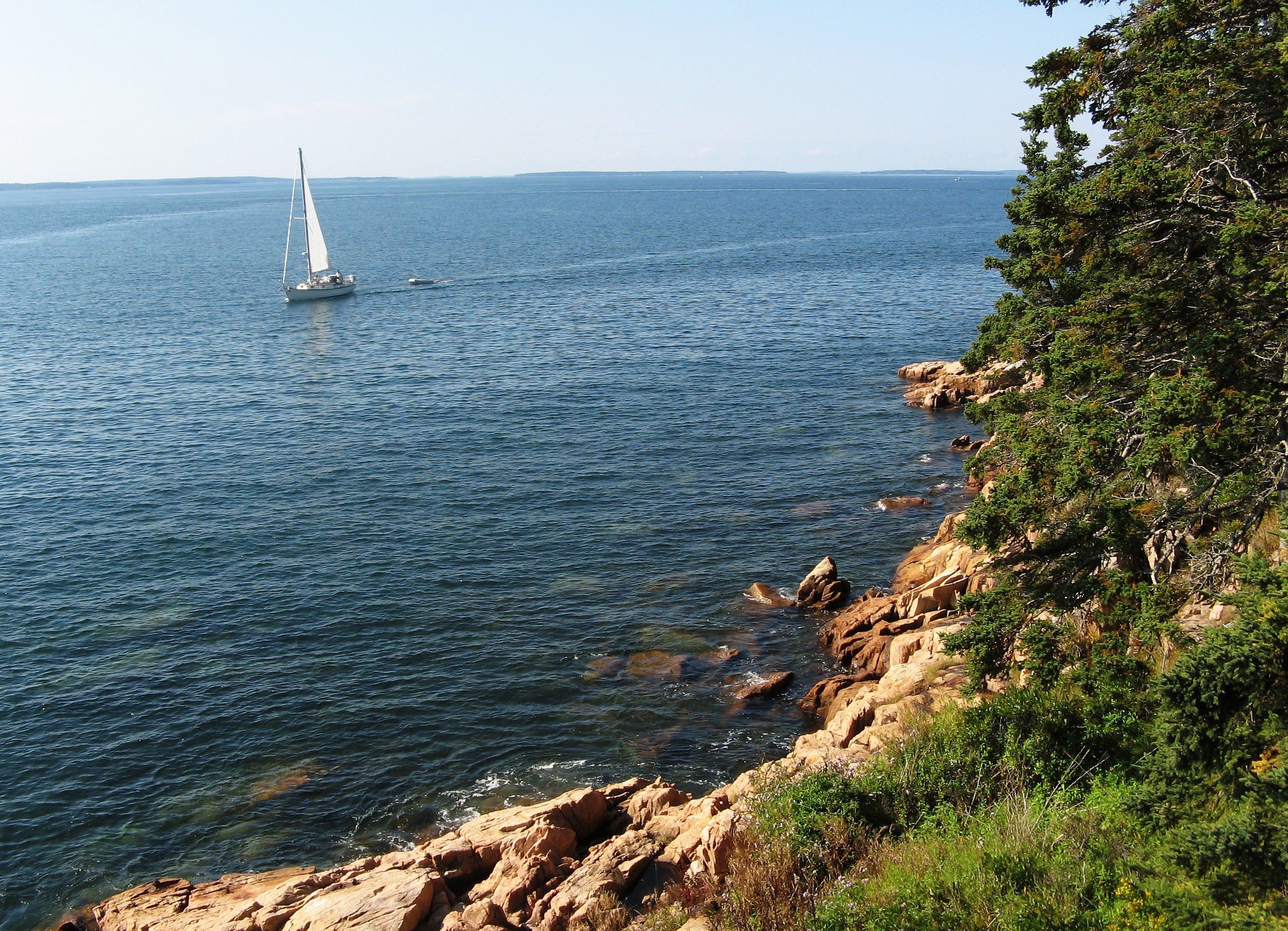
الإبحار على طول الساحل
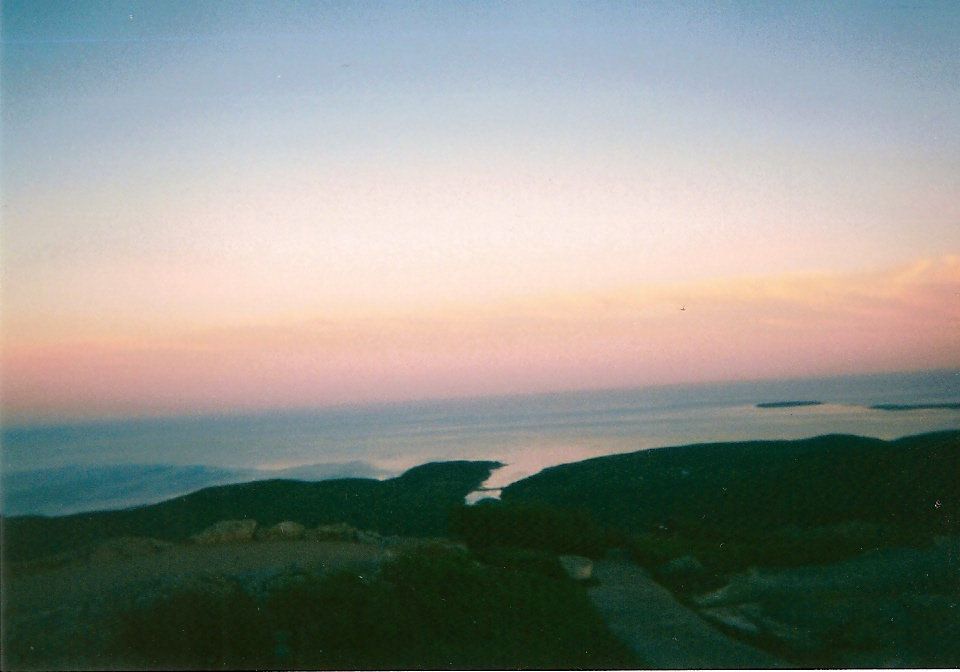
كاديلاك ماونتن وقت الغسق
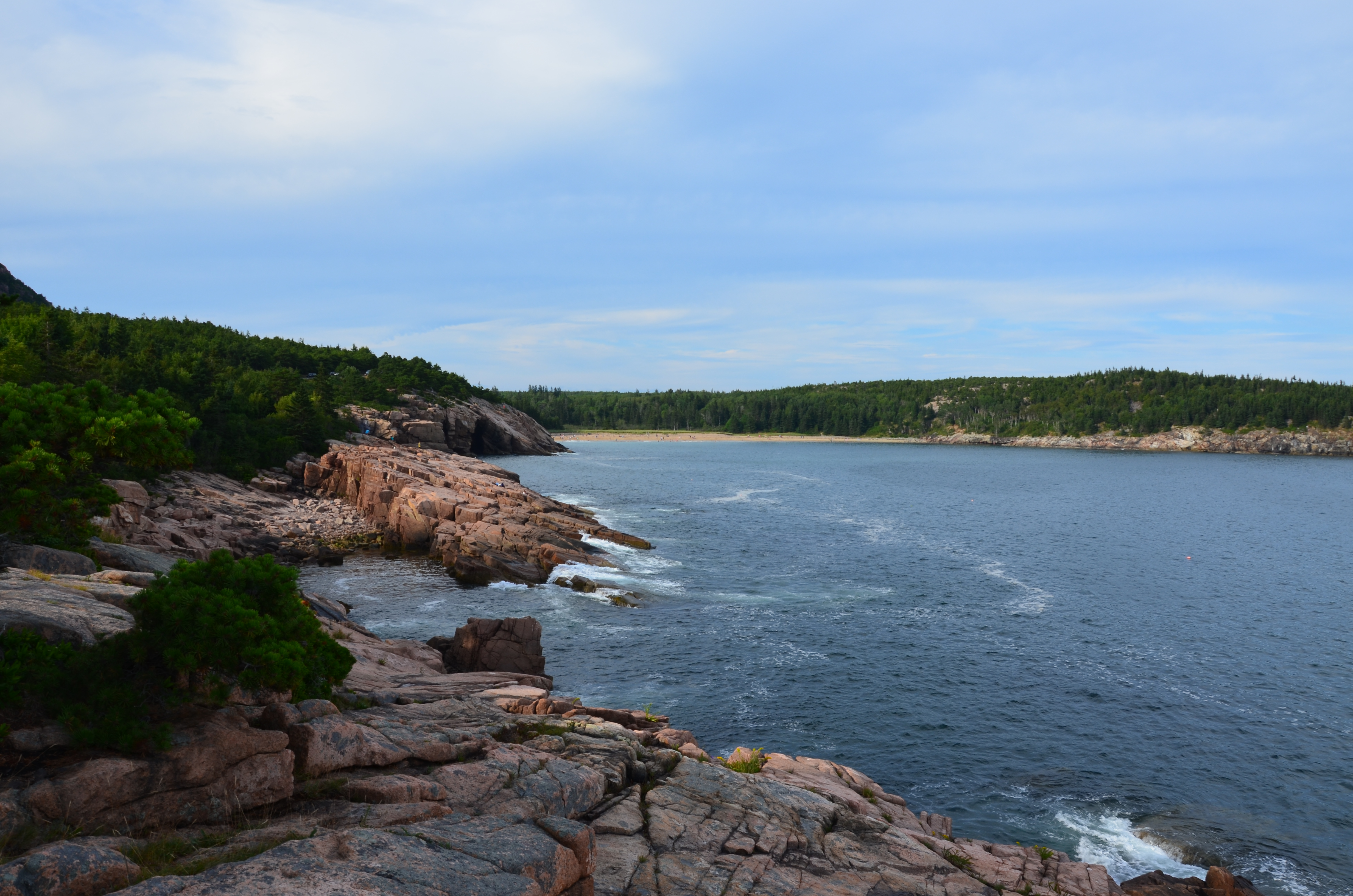
خط الساحل وشاطئ الرمل
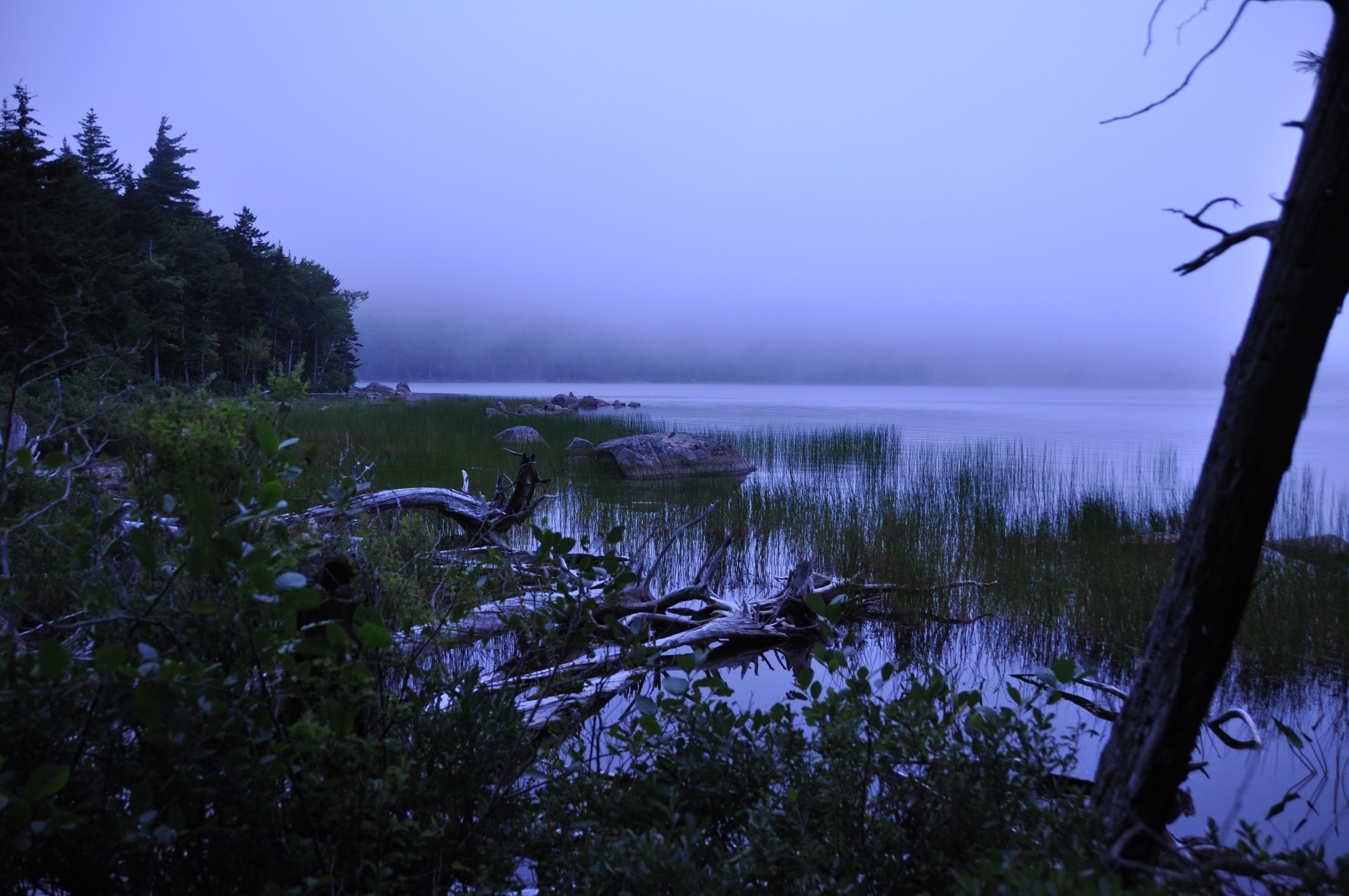
بحيرة إيغل
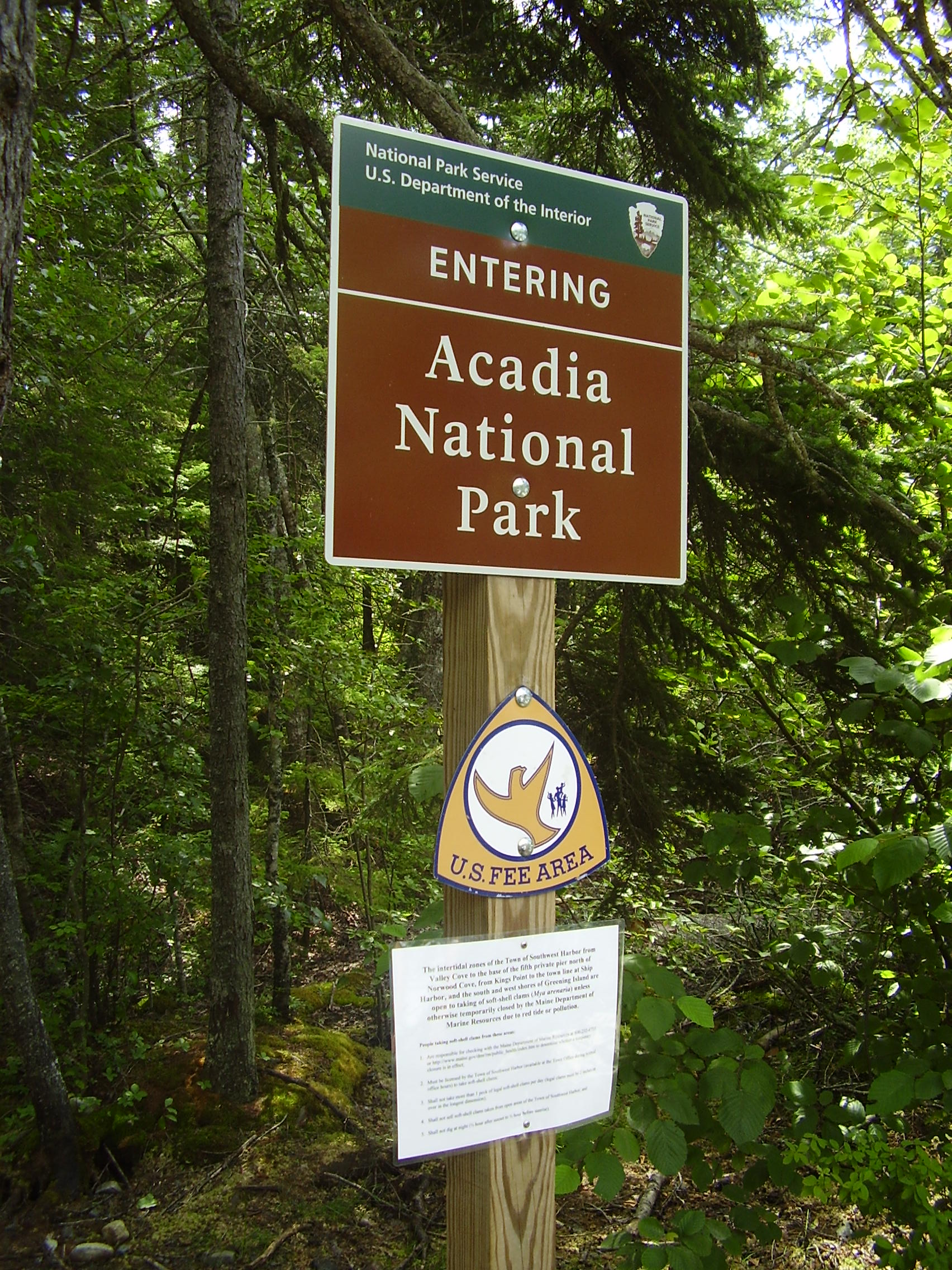
لافتة الحديقة
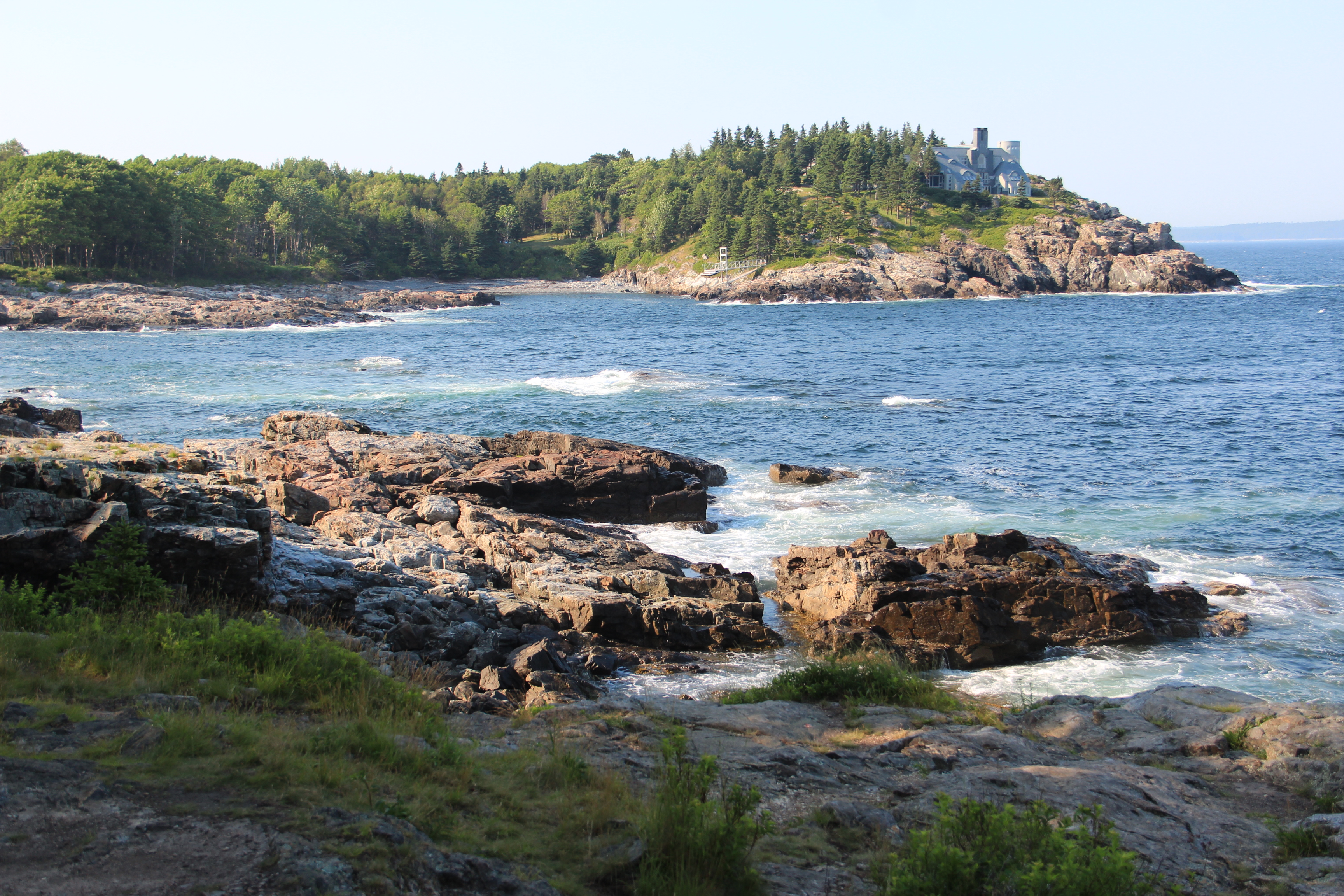
رأس سكونر